# Nuraghe Diana

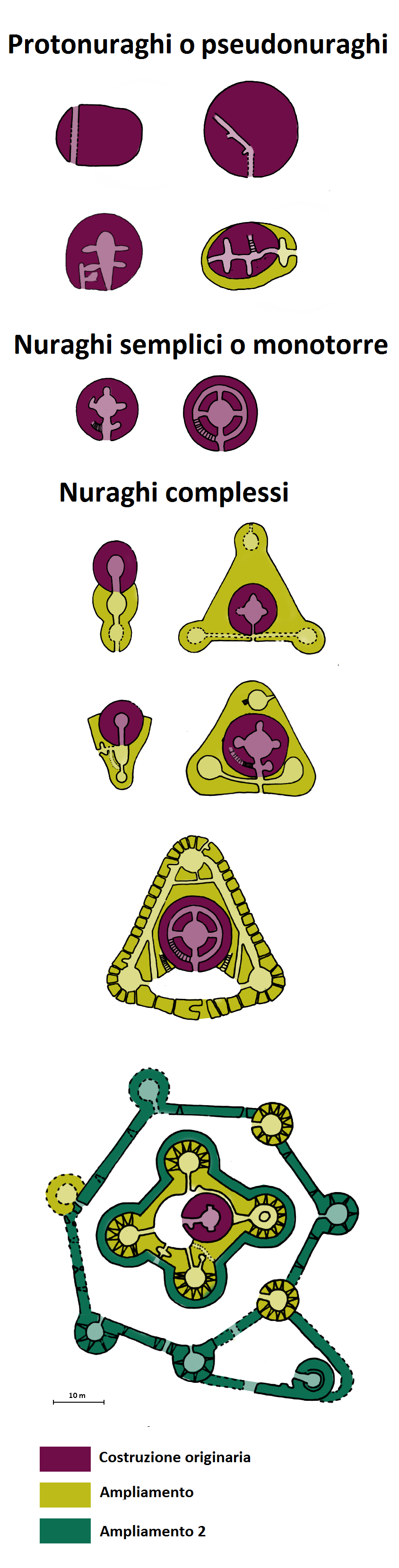
Nuraghenentwicklung und Typen

Die komplexe Nuraghe Diana (auch Nuraghe Janna genannt) in Is Mortirius bei Quartu Sant’Elena nahe der Südküste in der Provinz Cagliari auf Sardinien besteht aus der Haupttholos, dem Mastio (A) genannten zentralen Turm mit zwei Nischen und zwei in Resten erhaltenen kleineren Tholoi (B-C), die durch einen quadratischen Innenhof miteinander verbunden sind und dem Komplex eine dreieckige Form geben. Nuraghen sind prähistorische und frühgeschichtliche Turmbauten der Bonnanaro-Kultur (2200–1600 v. Chr.) und der mit ihr untrennbar verbundenen, nachfolgenden Nuraghenkultur (etwa 1600–400 v. Chr.) auf Sardinien.

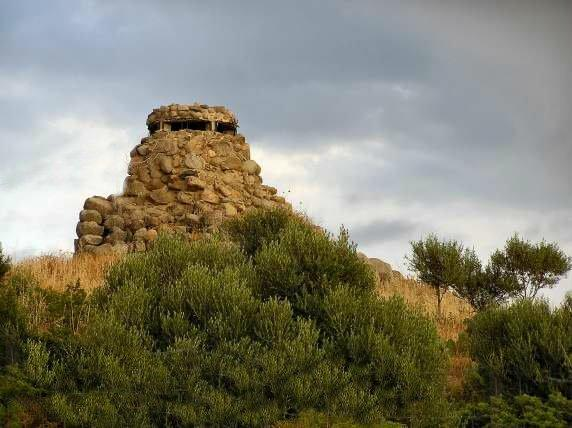
Nuraghe Diana

Die Nuraghe Diana steht auf einem Hügel am Meer. Sie ist eine der am besten erhaltenen in der Region und verdankt dies paradoxerweise der Tatsache, dass es im Laufe des Zweiten Weltkriegs als Festung genutzt wurde. Die Ergebnisse dieser Nutzung sind noch heute sichtbar, insbesondere auf dem Mastio, der mit einer Betondecke mit Öffnungen versehen wurde. Der Mastio ist in seiner Gesamtheit erhalten, im Gegensatz zu den verschiedenen Nuraghen der Region, wie Niu Crobu und Capitana, deren Blöcke wiederverwendet wurden, um moderne Gebäude zu bauen. Die Nuraghe wurde vor kurzem ausgegraben und restauriert. Der Zugang zur Nuraghe liegt im Südosten und im Eingang gibt es zwei Nischen (Wächterzellen) in der Wand. Vom Hof aus gehen auf der rechten Seite der Treppenzugang zum Turm (B), der Eingang in den Turm (C) und der Zugang zu der runden Kammer (D) ab.